# Cockerill-Sambre

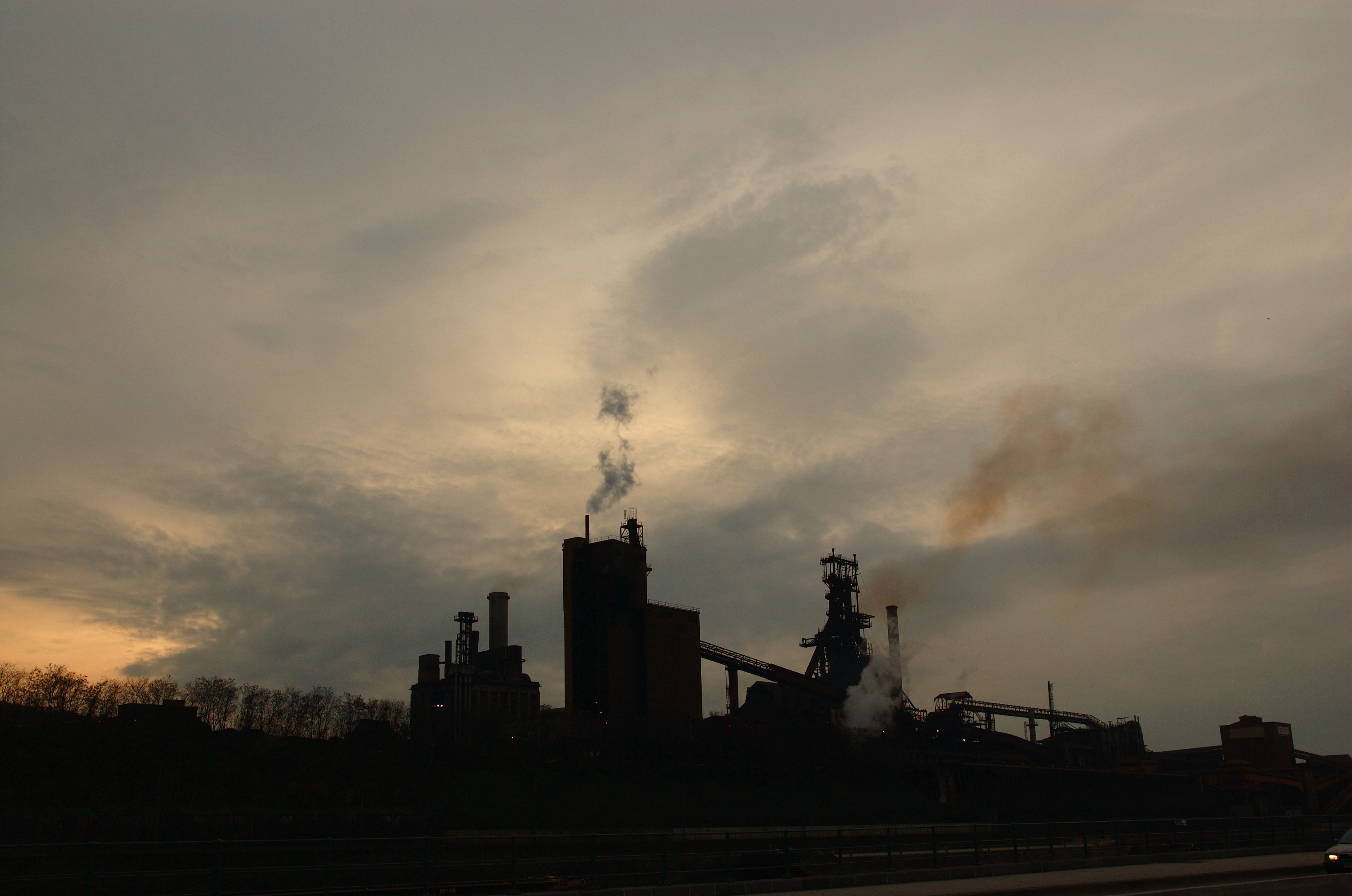
Vue du site de Seraing.

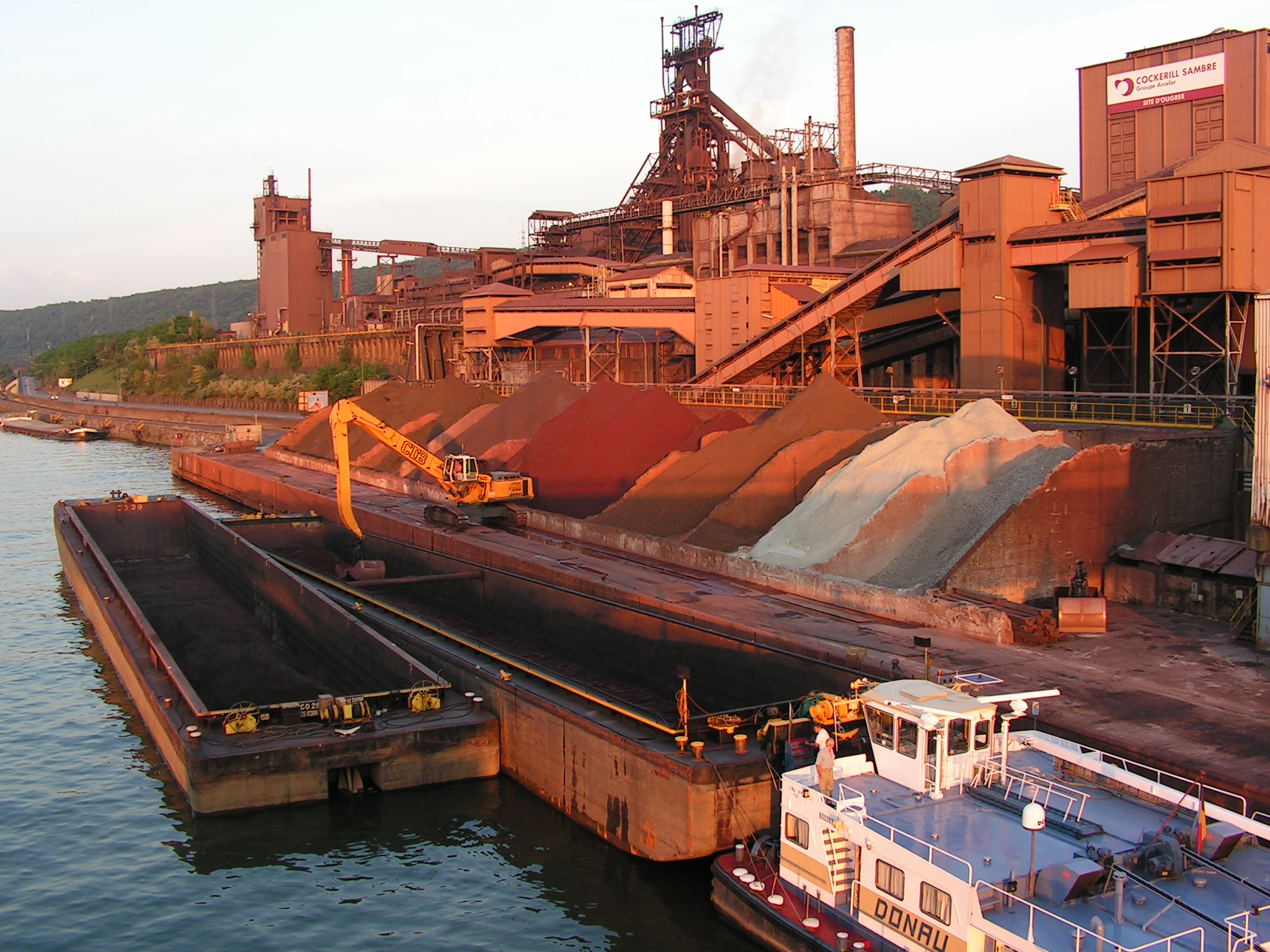
Vue du site d'Ougrée

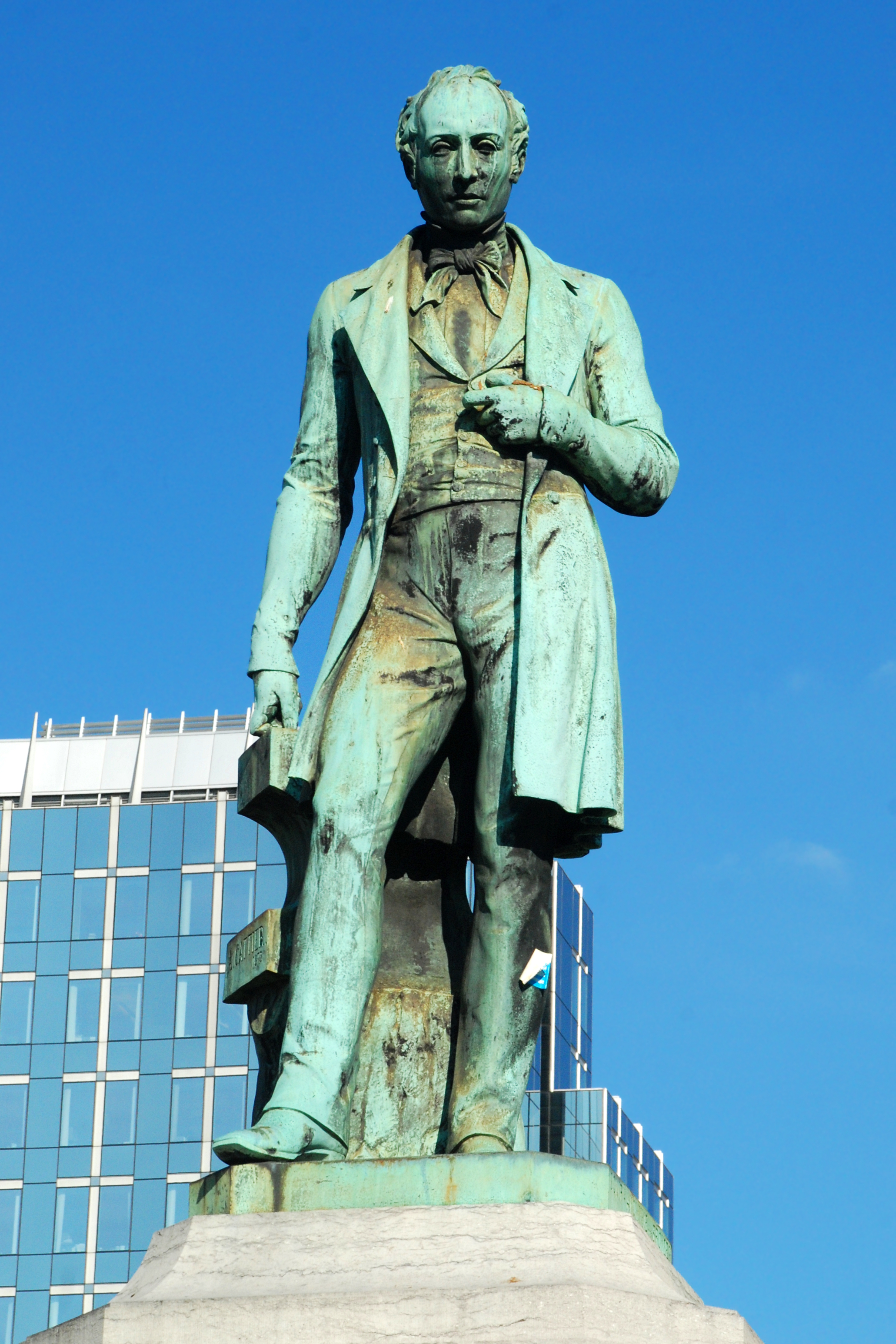
John Cockerill.

La Société anonyme John Cockerill à Seraing est une ancienne société sidérurgique et charbonnière de la région de Liège ainsi nommée après la mort de son fondateur, John Cockerill, survenue en 1840. Résultat de fusions qui se sont faites dès le XIXe siècle, et la fusion définitive de Cockerill (1979) avec la société sidérurgique Hainaut-Sambre (1980), Cockerill-Sambre (1981) est l'un des fleurons de l'industrie belge, avant son déclin progressif.
Les sites de Cockerill-Sambre sont situés à Seraing, Flémalle, Cheratte et Herstal, sur les rives de la Meuse et dans la région de Charleroi - principalement à Charleroi, sur la Sambre.
Cockerill-Sambre a été rachetée par le groupe Usinor en 1998 (devenu groupe Arcelor en 2001, et groupe ArcelorMittal en 2006).

## Histoire
Victor Hugo qui a l'habitude des voyages qui le mènent à travers l'Europe, s'arrête ébahi aux portes de Liège, du côté de Seraing, aux alentours de 1842 : « Figure extraordinaire et effrayante que prend le paysage à la nuit tombée. — Ce que l’auteur voit eût semblé à Virgile le Tartare et à Dante l’Enfer. » :

« Cependant le soir vient, le vent tombe, les prés, les buissons et les arbres se taisent, on n’entend plus que le bruit de l’eau. L’intérieur des maisons s’éclaire vaguement ; les objets s’effacent comme dans une fumée ; les voyageurs bâillent à qui mieux mieux dans la voiture en disant : Nous serons à Liège dans une heure. C’est dans ce moment-là que le paysage prend tout à coup un aspect extraordinaire. Là-bas, dans les futaies, au pied des collines brunes et velues de l’occident, deux rondes prunelles de feu éclatent et resplendissent comme des yeux de tigre. Ici, au bord de la route, voici un effrayant chandelier de quatre-vingts pieds de haut qui flambe dans le paysage et qui jette sur les rochers, les forêts et les ravins, des réverbérations sinistres. Plus loin, à l’entrée de cette vallée enfouie dans l’ombre, il y a une gueule pleine de braise qui s’ouvre et se ferme brusquement et d’où sort par instants avec d’affreux hoquets une langue de flamme.
Ce sont les usines qui s’allument.
Quand on a passé le lieu appelé la Petite-Flemalle, la chose devient inexprimable et vraiment magnifique. Toute la vallée semble trouée de cratères en éruption. Quelques-uns dégorgent derrière les taillis des tourbillons de vapeur écarlate étoilée d’étincelles ; d’autres dessinent lugubrement sur un fond rouge la noire silhouette des villages ; ailleurs les flammes apparaissent à travers les crevasses d’un groupe d’édifices. On croirait qu’une armée ennemie vient de traverser le pays, et que vingt bourgs mis à sac vous offrent à la fois dans cette nuit ténébreuse tous les aspects et toutes les phases de l’incendie, ceux-là embrasés, ceux-ci fumants, les autres flamboyants.
Ce spectacle de guerre est donné par la paix ; cette copie effroyable de la dévastation est faite par l’industrie. Vous avez tout simplement là sous les yeux les hauts fourneaux de M. Cockerill. »

et plus loin,

« Liège n’a plus l’énorme cathédrale des princes-évêques bâtie en l’an 1000, et démolie en 1795 par on ne sait qui ; mais elle a l’usine de M. Cockerill. »

Le Rhin, lettres à un ami, Lettre VII, Victor Hugo, 1842.
L'histoire de Cockerill peut être répartie en trois périodes :
- la première industrialisation, 1799-1860 ;
- la deuxième industrialisation, 1860-1940 ;
- la troisième industrialisation, 1940-2002.

### La première industrialisation, 1799-1860
Ce qui deviendra la Wallonie fut, après l'Angleterre, une des premières région du continent à connaître la révolution industrielle. On reconnaît à la région trois qualités majeures : d'abondantes ressources minérales, houille et minerais (limonite et oligiste), une tradition proto-industrielle ancienne en quête de renouvellement, un enthousiasme manufacturier.
La première industrialisation est le temps des machines à vapeur et de la fonte au coke.
Aux origines des grandes sociétés qui finiront par se joindre au sein de Cockerill-Sambre, on trouve des entreprises familiales fondées par des Orban (Grivegnée), des Lamarche (à Ougrée-Marihaye), des Behr et Dotées (Espérance-Longdoz), des Huart (Hauchies-Marcinelle) ou Puissant (Forges de la Providence), la société de Sclessin.

#### Les débuts

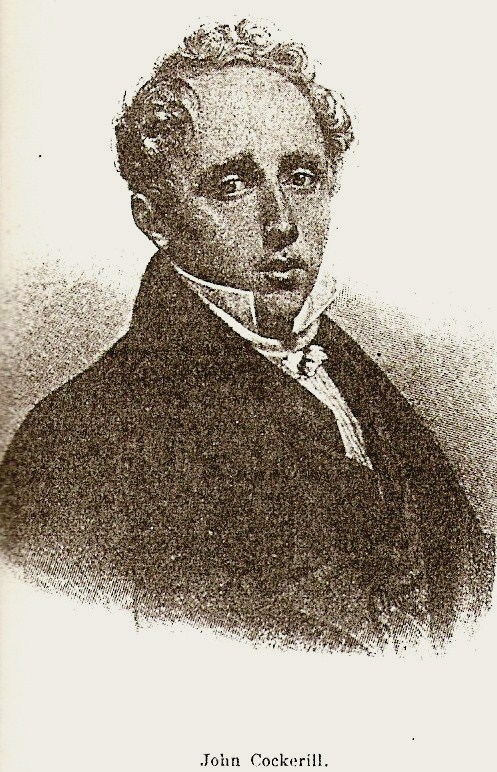
John Cockerill

John Cockerill, nait à Haslingden, dans le comté de Lancastre, le 30 avril 1790. Son père, William Cockerill, habile ouvrier mécanicien, quitte sa patrie vers 1797, dans l'espoir d'utiliser ses connaissances sur le continent. Il se rend d'abord en Suède ; mais, n'ayant pu y faire adopter ses procédés mécaniques pour la préparation et la filature de la laine, il vient à Verviers en 1799. Il propose à deux des principaux fabricants de cette ville manufacturière, MM. Simonis et Biolley, de leur construire des machines à carder et à filer la laine. À Verviers, comme sur tout le continent, ces opérations ne se font alors que par les anciens procédés à la main. Cockerill a amené avec lui sa nombreuse famille, et il se trouve alors tellement dénué de ressources pécuniaires, qu'il stipule qu'on lui fournira les matières premières dont il a besoin pour la confection des machines. Ses premières mécaniques à carder et à filer la laine ne tardent pas à fonctionner, et à amener la prospérité chez leurs commanditaires.
En 1807, William Cockerill va se fixer à Liège avec ses fils. II y monte d'abord, au pied du Pont-des-Arches, un atelier de construction de machines à filer et à carder la laine et d'autres mécaniques pour la fabrication des draps. Il transfère ensuite ses établissements au pied de l'ancien Pont-des-Jésuites. John Cockerill n'est alors âgé que de 18 ans, et cependant il dirige seul l'établissement.
William Cockerill reçoit de Napoléon la grande naturalisation française en 1810. Deux ans après, il se retire des affaires, et ses deux fils, Charles-James et John, lui succèdent. En 1814, après la chute de l'empire français, ils font tous leurs efforts pour affranchir le continent du monopole qu'exerce l'Angleterre dans beaucoup de domaines et notamment, la construction des machines à vapeur. C'est à leurs succès que l'industrie belge doit la prospérité qu'elle conservera pendant longtemps.
Le 23 janvier 1817, le château de Seraing et ses dépendances, ancienne résidence d’été des princes-évêques de Liège, propriété de l’État depuis la Révolution française, est acquis du gouvernement des Pays-Bas par Charles James et John Cockerill, par acte sous seing privé passé à La Haye.
Ils y établissent d'abord des ateliers de construction pour les machines à vapeur, les mécaniques à filer le lin et les laines peignées, et une filature de lin.

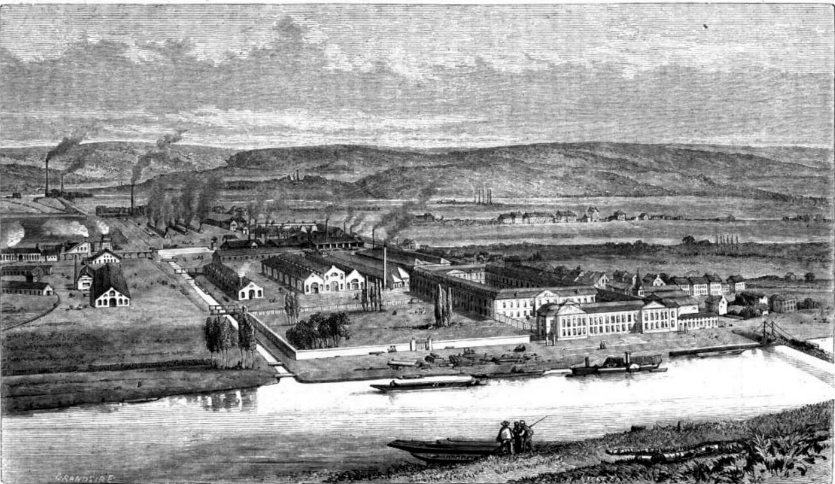
Vue des établissements de John Cockerill à Seraing

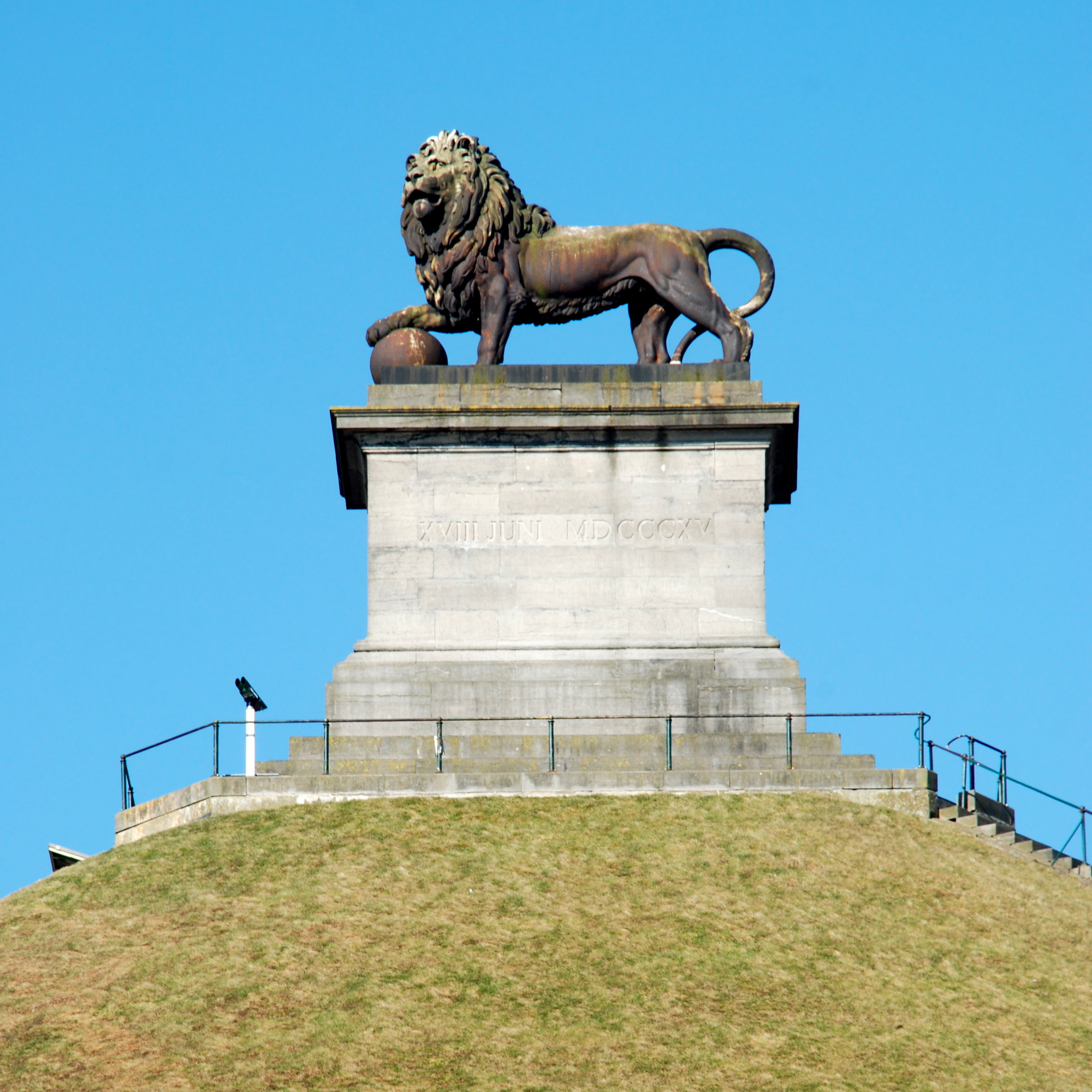
Lion de Waterloo. Le lion colossal dominant la Butte du Lion (1826) à Waterloo, posé sur un piédestal de pierre, est composé de neuf pièces de fonte de fer coulées dans les forges de John Cockerill à Seraing, à partir d'un modèle sculpté par Jean-François Van Geel (Malines 1756-Anvers 1830). Ce travail gigantesque a été coulé en fonte dans un moule en plâtre ; son poids total est de 28 tonnes ; il a 4.50 mètres de longueur sur 4.45 m de hauteur, depuis le sommet de la tête jusqu'aux pieds.

En 1821, les Cockerill construisent à Seraing le premier haut-fourneau à coke connu dans la province de Liège; et c'est vers 1823 que l'établissement commence à grandir, lorsque John Cockerill en devient seul propriétaire par la cession de son frère Charles-James.
L'établissement de Seraing ne cesse de croître, devient un modèle d'entreprise, et il devient si important que le roi Guillaume Ier des Pays-Bas associe l'État à l'entreprise, dans le but d'obtenir que les travaux du gouvernement y soient exécutés de préférence à une autre entreprise. La révolution belge de 1830 brise violemment le royaume des Pays-Bas. En raison de l'intimité des relations qu'avait eu Cockerill avec l'ancien gouvernement, l'activité de l'entreprise est freinée, le temps que le Royaume de Belgique acquière en Europe une consistance qui ramène la confiance en son avenir. La législature et le cabinet de 1834, en décrétant l'établissement du chemin de fer d'Ostende et d'Anvers aux frontières de la Prusse, prouvèrent que la Belgique avait foi dans ses ressources et dans son avenir. La première section du chemin de fer de Bruxelles à Anvers est inaugurée et l'exemple donné par la Belgique trouve des imitateurs: la plupart des États de l'Allemagne sentent la nécessité de construire aussi des chemins de fer et s'adressent naturellement aux entreprises Cockerill.
La crise financière et industrielle de 1839 force Cockerill à mettre en liquidation, et porte un coup funeste à Seraing et à ses autres établissements. Quelques mois après, John Cockerill meurt de la fièvre typhoïde à Varsovie, emporté par une maladie de quelques jours seulement. Il ne laisse pas d'enfants, et ses héritiers n'acceptent sa succession que sous bénéfice d'inventaire.
Passant outre aux réclamations d'une faible minorité de créanciers, les héritiers bénéficiaires provoquent la création d'une société anonyme pour l'exploitation des établissements John Cockerill, à Seraing et à Liège. Elle a pour but l'exploitation des établissements de Seraing et de Liège, comprenant houillères, hauts-fourneaux, laminoirs, forges, fonderie, fabrication de toutes espèces de machines à vapeur, de chaudières, de ponts, de navires en fer et de tout ce qui s'y rattache, de métiers mécaniques pour filature et tissage, de cardes, de tondeuses, de broches, d'outils, etc. La « Société anonyme John Cockerill » est fondée.

#### Société Anonyme John Cockerill

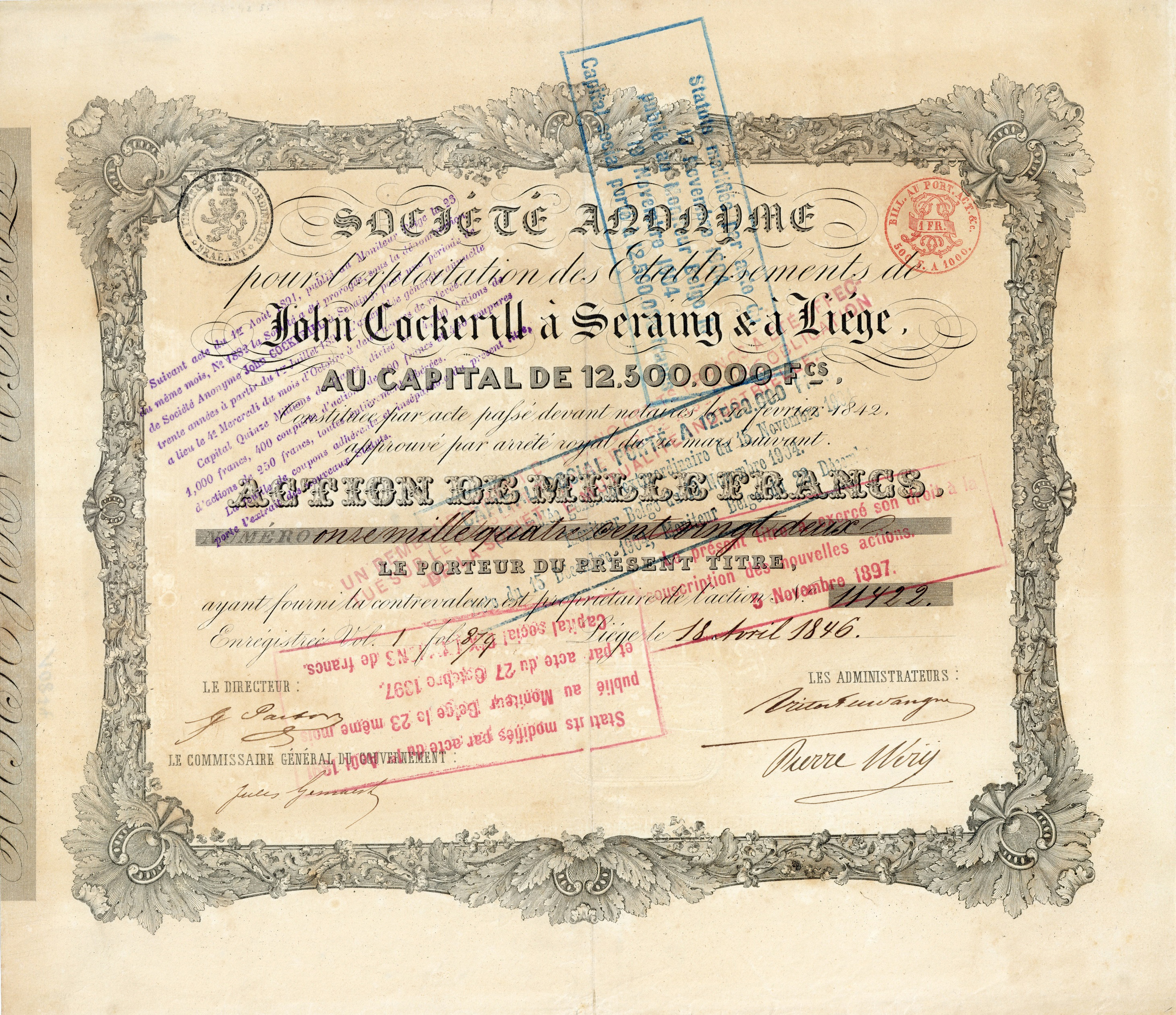
Action de la S.A. pour l'Exploitation des Etablissements de John Cockerill à Seraing & à Liège, émise le 18 avril 1846 à Liège

La Société anonyme John Cockerill voit le jour en 1842, deux ans après la mort de son fondateur.
Aux alentours de 1850, Cockerill est l'usine la plus importante du monde, et la société concourt de manière à faire de la Belgique la deuxième puissance économique du monde, derrière le Royaume-Uni. 4 200 ouvriers y sont employés.
L'entreprise présente une superficie totale de 57 hectares. Sa superficie bâtie est de 46 000 mètres carrés. Le fer y entre à l'état de minerai et en sort en machines à vapeur. Chaque année, cet établissement consomme 118 millions de kilogrammes de charbon, et il livre, tant au commerce qu'à la construction, 12 à 13 millions de kilogrammes de fer, 50 locomotives, 50 tenders, 12 machines de terre, d'une force moyenne de 25 chevaux, 4 paires de machines pour bateaux, d'une force moyenne de 20 chevaux ; une machine destinée à la navigation transatlantique de 300 chevaux.
L'entreprise se répartit en cinq divisions:
1. division houillères ;
2. division minières ;
3. division fonderie ;
4. division fabrique de fer ;
5. division ateliers de construction.

On peut y exécuter chaque année des machines représentant une force totale de 3 000 chevaux. Le matériel de cet établissement consiste en :
| - 27 machines à vapeur, formant ensemble une force de 1 050 chevaux, fonctionnant presque nuit et jour ; - 6 hauts-fourneaux ; - 2 fours à griller le minerai ; - 34 doubles fours à coke ; - Une finerie à six tuyères ; - 37 fours à réverbère pour le traitement du fer malléable ; - 6 cubilots pour la fonte de fer ; - 3 trains de laminoirs ; - 5 cisailles ; - 6 marteaux, dont deux dits « maka » ; | - 6 scies circulaires à scier le bois ; - 4 id. id. les métaux ; - 138 feux de forges ; - 139 tours et alésoirs ; - 37 machines à raboter ; - 38 machines . à percer, à tarauder et à mortaiser ; - 56 grues ; - 4 puits d'extraction au charbon, en activité ; - 4 galeries pour l'extraction du minerai de fer ; - 80 bures en activité pour extraire du minerai de fer ; | - 17 lavoirs à minerai de fer ; - 4 fourneaux pour fondre les lingots en cuivre pour tôle des caisses à feu pour locomotives ; - 13 fourneaux pour fondre le cuivre au creuset ; - 6 foyers et cornues pour la fabrication du gaz ; - 4 ventilateurs ; - 430 châssis de fonderie ; - 1 fourneau pour fondre l'acier ; - 4 fortes pompes à incendie ; - etc. |

L'établissement de Seraing possède une bibliothèque d'ouvrages scientifiques, en anglais, en français, etc., et qui s'enrichit de tous les bons livres et recueils nouveaux propres à tenir au courant des progrès de la mécanique appliquée, de la sidérurgie, etc.
Dans les ateliers de construction, les ouvriers au nombre de 4 200 (315 garçons et 45 filles âgés de 12 à 16 ans, 3 555 hommes et 285 femmes de plus de 16 ans), se tiennent à la besogne depuis cinq heures et demie du matin jusqu'à sept heures du soir, et ils ne s'interrompent qu'une demi-heure pour le déjeuner, une heure pour le dîner et dix minutes pour le goûter.

### La deuxième industrialisation, 1860-1940

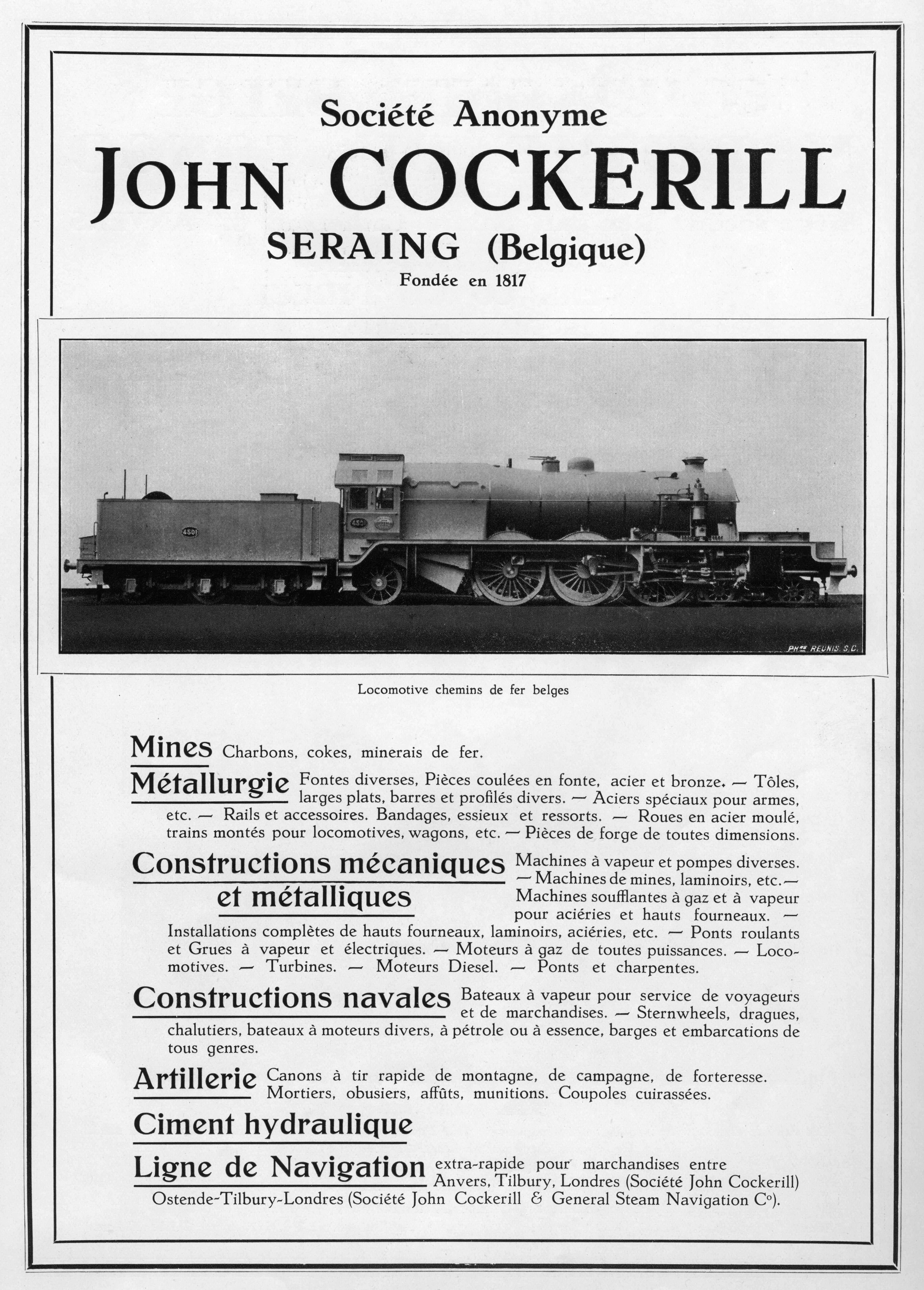
Les activités de la Société Anonyme vers 1928

La deuxième industrialisation est l'époque de l'acier, de la chimie, de l'électricité et des moteurs à combustion interne. L'acier Bessemer, Thomas, Martin Siemens se diffuse inégalement chez les sidérurgistes. Les gisements de la Lorraine donnent une seconde chance à la sidérurgie wallonne. L'industrie chimique s’empare des sous-produits de la fabrication du coke et de l'aciérie, les moteurs brûlent le gaz pauvre des hauts-fourneaux. L'ingénieur, nouvelle espèce d'intellectuel issu des universités (de l'Institut Montefiore notamment), apparu avec la révolution industrielle, force les portes des conseils d'administration.
Le mouvement ouvrier engrange ses premières victoires.

#### Les charbonnages

##### Dans le bassin de Liège

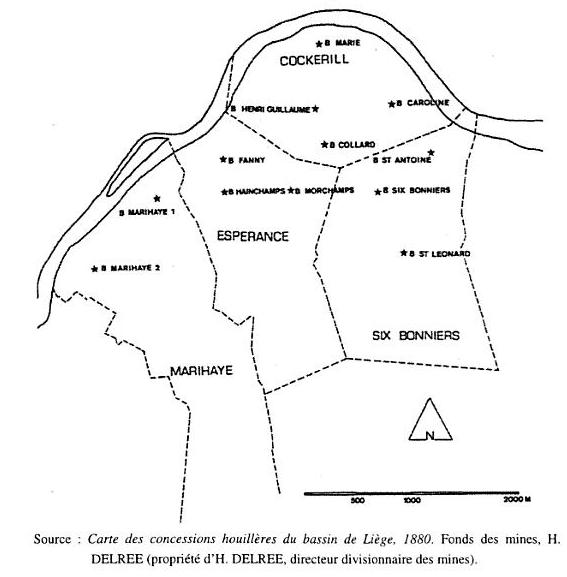
Carte des concessions sur le territoire de Seraing en 1880. De gauche à droite : Marihaye, Espérance, John Cockerill et Six-Bonniers.

La concession charbonnière se trouvait sous le territoire de la commune de Seraing, en rive droite de la vallée de la Meuse en amont de Liège,.
La concession charbonnière voisinait la concession de la Société anonyme d'Ougrée-Marihaye, qui se trouvait à l'ouest et à l'est, et la concession du Charbonnage des Six-Bonniers à l'est dépendant également de cette société. Au nord se trouvaient les concessions de la Société anonyme des Charbonnages de Gosson-Kessales et de la Société anonyme des Charbonnages du Bois d'Avroy.
John Cockerill, en accord avec la famille Colard-Trouillet, reprit le 9 octobre 1828 la concession du Charbonnage Henri-Guillaume, dont le siège se situait à proximité de ses usines au centre de Seraing. Ce qui lui permettait ainsi de disposer sur place de l'une de ses matières premières pour la fabrication de fer, en évitant des difficultés logistiques et permettant une baisse des coûts de fourniture de charbon.
La concession totalisait 195 ha 25a 41a sous les communes de Seraing, Jemeppe et Ougrée, essentiellement en rive droite de la Meuse. La concession est alors exploitée par trois puits d'extraction : Henri-Guillaume, Grand Colard et Petit Colard. Ce dernier sera abandonné lors de création de la fosse Caroline en 1848 à l'est de la concession.
En 1878, le charbonnage se partagea avec les Charbonnage de Marihaye à l'ouest de sa concession la concession de l'ancien Charbonnage de l'Espérance, dont il acquit 40 % de la superficie, et reprit le siège d'exploitation de Morchamps au sud. La superficie totale de sa concession était désormais de 307 ha 25 a 41 ca. Le charbonnage acquit au nord en 1884 une partie de la concession du Horloz.
Les fosses du siège Henri-Guillaume furent fermées en 1883 après d'importants dégâts d'inondations survenu en 1880. Morchamps fut fermé en 1885. Le puits Marie fut creusé un peu plus tard pour assurer l'exploitation du nord de la concession.
Le charbonnage procéda cependant à une concentration de ses extractions, et les puits Marie et Caroline furent fermés respectivement en 1939 et 1940. L'exploitation se poursuivit au siège Colard par les puits Marie et Cecile.
La Société anonyme John Cockerill fusionna avec la Société anonyme d'Ougrée-Marihaye en 1954 alors que fermaient ses derniers sièges d'extraction, et prit l'appellation Cockerill-Ougrée. Le Charbonnage Colard exploita dès lors seul l'ensemble de la concession, et cessa ses activités en 1976.

##### Géolocalisation approximative des anciens sites d'exploitation
- Siège administratif[6] : ...
  - Caroline : 50° 36′ 39″ N, 5° 31′ 30″ E
  - Colard : 50° 36′ 24″ N, 5° 30′ 59″ E
  - Guillaume : 50° 36′ 37″ N, 5° 30′ 46″ E
  - Marie : 50° 36′ 54″ N, 5° 30′ 58″ E
  - Morchamps : 50° 36′ 14″ N, 5° 30′ 51″ E

##### Terrils
- Charbonnage Collard — 50° 36′ 28″ N, 5° 31′ 12″ E — (aménagé)[8]

##### De nos jours
Il ne reste pratiquement rien des charbonnages de la société, si ce n'est dans la toponymie locale. Les différents sites ont été depuis longtemps ré-urbanisés ou ré-industrialisés.
Quelques vestiges du charbonnage Collard peuvent cependant être toujours observés le long de la rue du Charbonnage : les bâtiments de l'entreprise Doyen sur le site du parc industriel, et une salle de banquet dénommée « Pavillon du Puits Marie », ainsi qu'un pan de mur à proximité du passage du chemin de fer.
On retrouve aussi plus haut dans le bois de la Vecquée une ancienne tour d'aération, traditionnellement nommée "chapeau chinois" par les habitants.

#### Les moteurs
Le moteur à gaz concurrence la vapeur pour des puissances de plus en plus élevées et il finit par supplanter celle-ci. Il investit les usines où on peut l'alimenter en gaz issu des cokeries (gaz riche) ou en gaz de haut fourneau où il peut actionner les soufflantes et dynamos. Toutefois le gaz de haut fourneau est pauvre, difficile à allumer et chargé de poussières.
Le 12 juin 1854, L'inventeur italien, Eugenio Barsanti décrit le principe d'un moteur à combustion interne et associé à Felice Matteucci construit un premier prototype opérationnel de moteur à gaz le moteur Barsanti-Matteucci (en) fonctionnant au gaz d'éclairage. Pour la production en série, ils portent leur choix sur la S.A. John Cockerill. Barsanti se rend au siège de l'entreprise à Seraing, mais y meurt soudainement de la fièvre typhoïde le 30 mai 1864. Matteucci abandonne le projet. En 1895, Cockerill acquerra les droits sur un autre moteur à gaz, le moteur Delamare-Deboutteville-Malandrin.

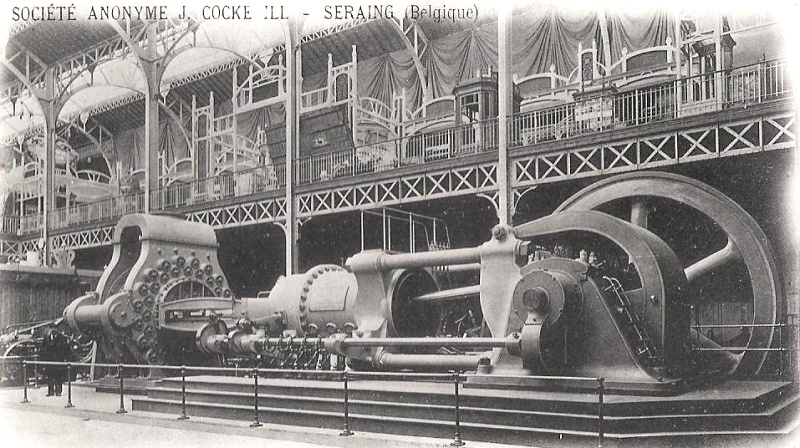
Machine soufflante S.A.John Cockerill de 158 tonnes avec un seul cylindre développant une puissance de 600 chevaux, grand prix à l'Exposition universelle de 1900 à Paris

Le 12 février 1884, le Français Édouard Delamare-Deboutteville dépose le premier brevet concernant une automobile. Il s'agit d'un véhicule de transport mis au point en 1883 avec l'aide de Léon Malandin : pourvu d'une banquette avant et d'une plate-forme arrière, il est équipé de quatre roues, d'un moteur bicylindre horizontal fonctionnant au gaz de pétrole, d'une transmission aux roues arrière par chaîne, d'un arbre de transmission et d'un différentiel. Le 5 juillet 1889, la société John Cockerill, qui préfère perfectionner des modèles existants (un moyen de se dispenser de la recherche fondamentale), acquiert le monopole de fabrication de leur moteur, le « Simplex », dont on a beaucoup discuté à l'époque des applications tant au gaz pauvre de gazogène qu'aux gaz les plus divers, tels que le gaz de bois, gaz de naphte, etc. Des expériences menées à Cockerill sur les gaz de haut fourneau montrent qu'à puissance égale un moteur à gaz consomme dix fois moins que la chaudière alimentant la machine à vapeur la plus perfectionnée. En 1895, un moteur de 4 ch Delamare-Deboutteville et Malendrin est acheminé à Cockerill, ensuite modifié pour qu'il puisse produire 8 ch. En 1898, Cockerill produit un moteur de 200 chevaux mono-cylindre et en 1899, c'est une machine soufflante de 158 tonnes avec un seul cylindre développant une puissance de 600 chevaux, qui obtient le grand prix à l'Exposition universelle de 1900 à Paris. En 1920, l'usine possède trois centrales électriques d'une puissance 35 000 kW, distribuant 162 millions de kWh, produit par des groupes électrogènes fonctionnant au gaz, de 5 200 kW chacune. À l'Exposition universelle de 1905, à Liège, une machine de 1 500 ch est exposée. Elle côtoie des machines à vapeur, des turbines à vapeur et des moteurs Diesels.

#### Construction métallique

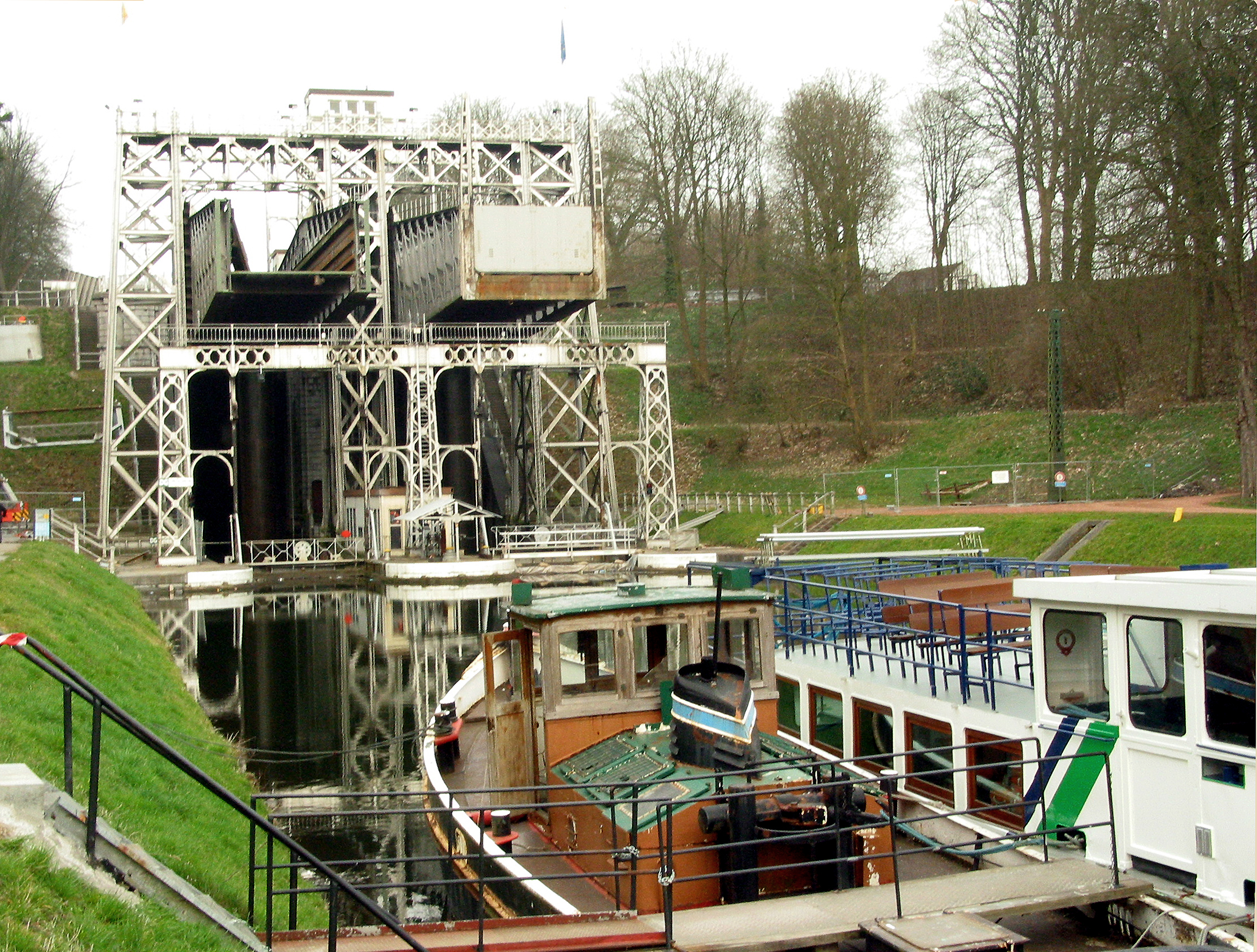
Ascenseurs à bateaux du Canal du Centre 1888 - 1917. Patrimoine mondial de l'UNESCO, fleuron de l’ingénierie Cockerill

#### Les chemins de fer et les locomotives

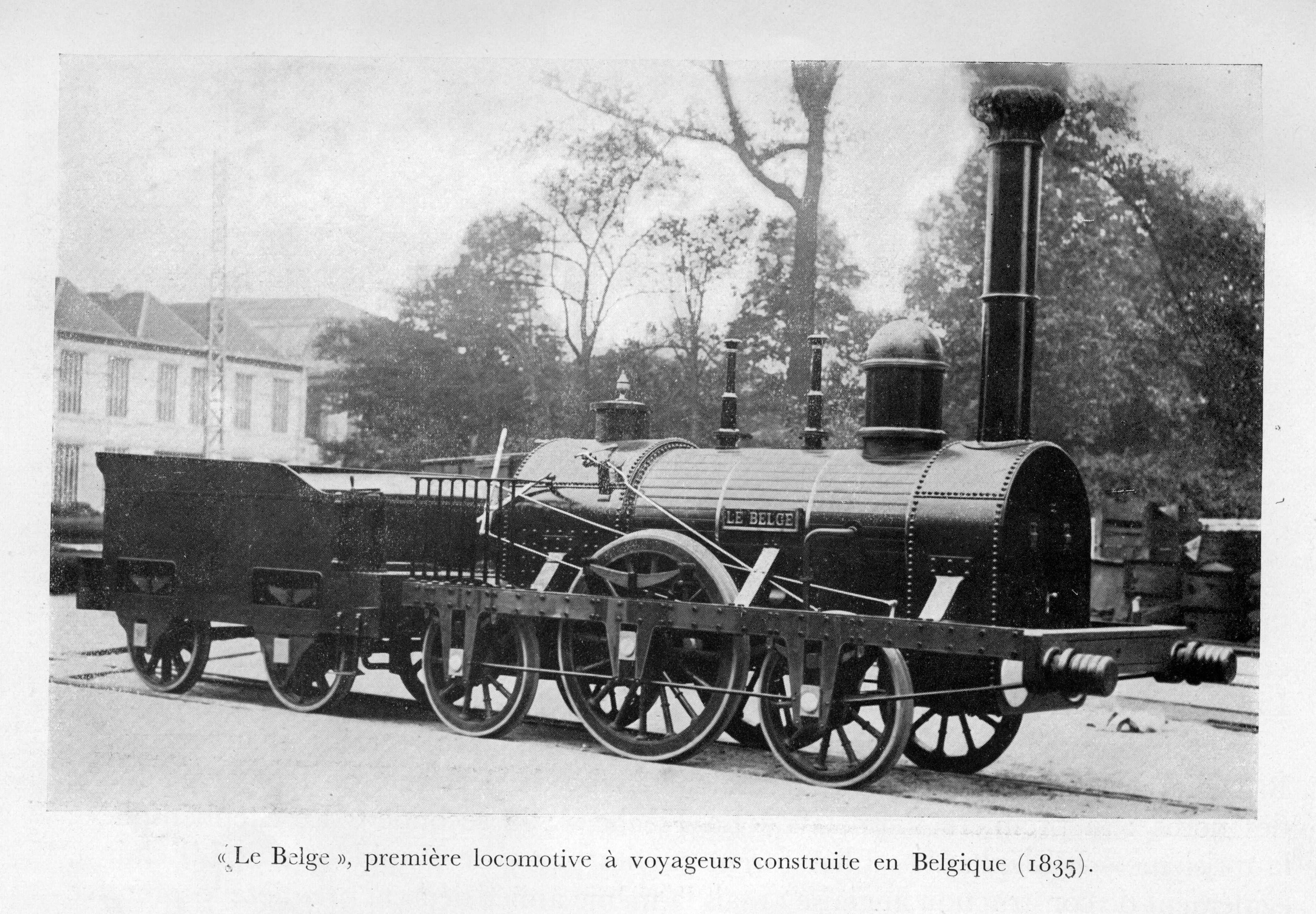
Locomotive « Le Belge » (1835)

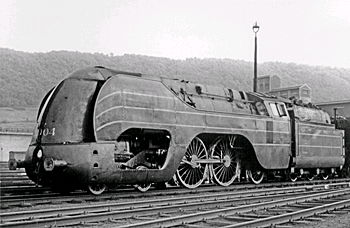
Locomotive Type 12 modèle « Atlantic » Cockerill, 1939, pour les express balnéaires sur la ligne d'Ostende, avec carénage aérodynamique et cylindres inférieurs, tenait le 140 km/h et marque l'apogée de la traction vapeur.

De 1835 à 1953 Cokerill construisit 3 300 locomotives à vapeur.

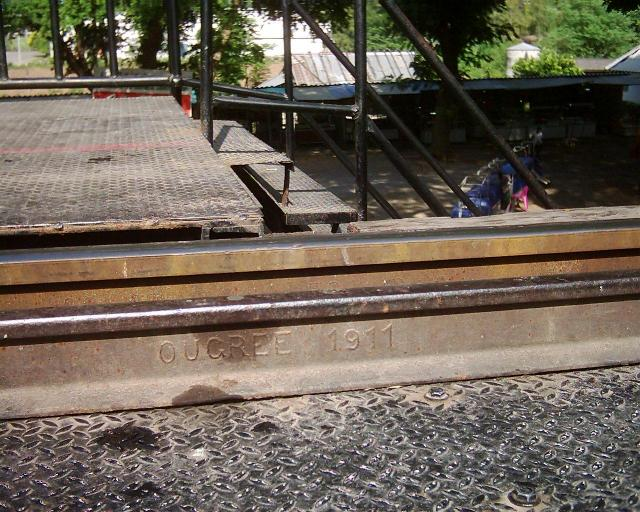
Rail sur le pont sur la rivière Kwaï estampillé "Ougrée 1911"

Le Belge est une locomotive à vapeur de type brevetée 111 avec tender, construite en 1835 par la S.A. John Cockerill. C'est la première locomotive à vapeur de chemin de fer construite en Belgique. Elle est construite sous licence de la Robert Stephenson and Company fondée par Robert Stephenson.
Dès les années 1840-1850, les locomotives construites par Cockerill, puis par d'autres constructeurs belges, permettent aux compagnies de chemin de fer belges de se passer de l'Angleterre pour la construction de locomotives.
Cockerill livra aussi beaucoup de locomotives aux chemins de fer naissants d'Allemagne, d'Italie, d'Espagne et, plus tard, de Pologne.
À partir de 1871, Cockerill mit au point de petites locomotives de disposition 020 à chaudière verticale pour les manœuvres dans les usines. Jusqu'en 1951, 927 locomotives de cette famille furent vendues à des établissements industriels de toute l'Europe et au-delà.
Conçue par l'ingénieur M. Raoul Notesse à partir d'une 222 de la compagnie de Chemin de fer Canadien Pacifique, la locomotive Type 12 modèle « Atlantic » Cockerill, la locomotive la plus rapide de son temps est construite en 1939 à Cockerill. Elle est faite pour tracter des trains courts (seulement trois voitures) sur le trajet de 124 km entre Bruxelles et Ostende à 121 km/h de vitesse commerciale, soit des pointes à 140 km/h. Cette locomotive est quasi intégralement carénée, avec une ouverture pour accéder aux cylindres et aux bielles. Les cylindres n'étaient pas extérieurs, mais au contraire disposés entre les longerons du châssis. Cela supprimait des mouvements parasites à certaines vitesses au prix d'une accessibilité moindre.

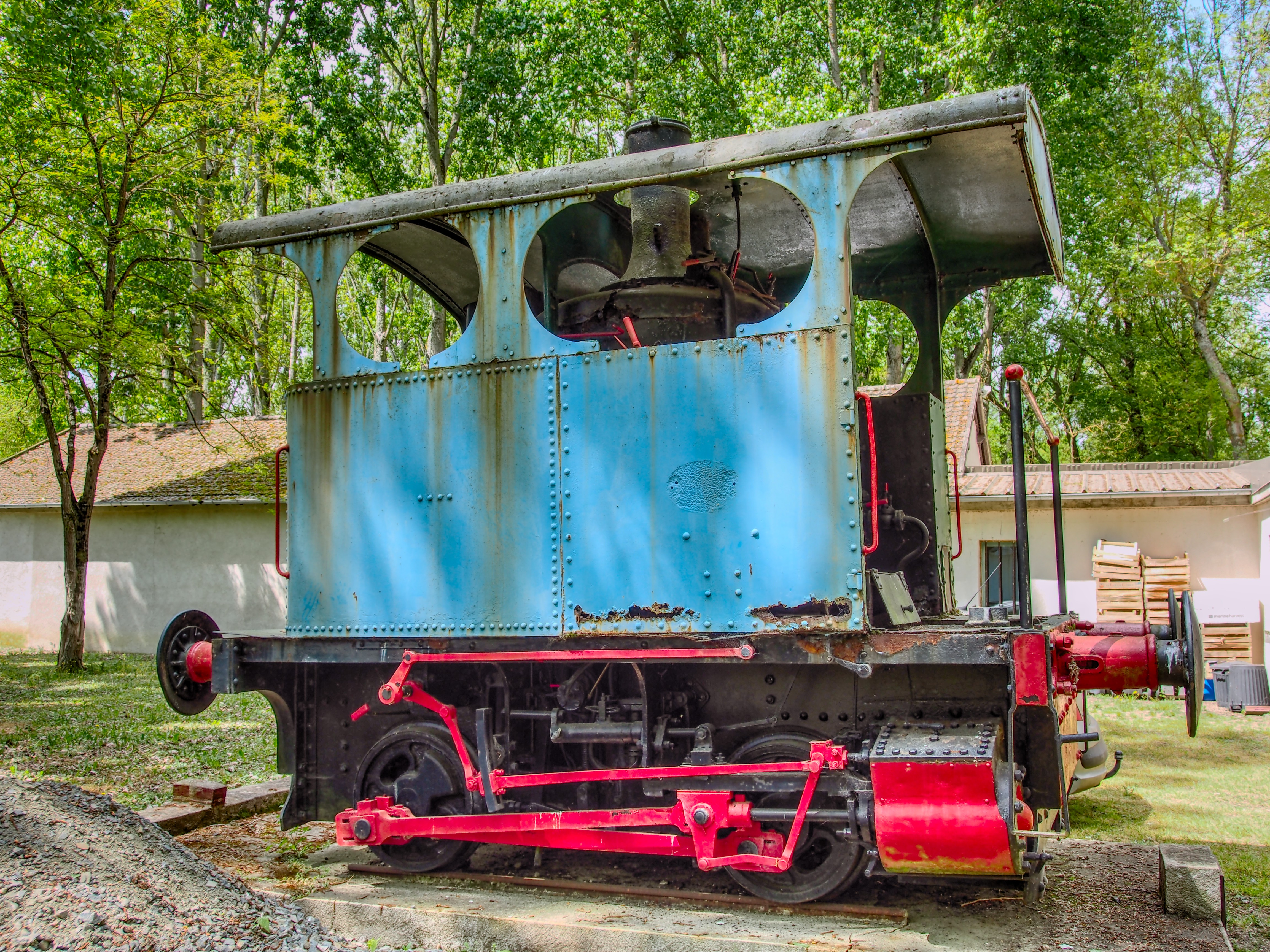
020 Cockerill à chaudière verticale préservée en France.

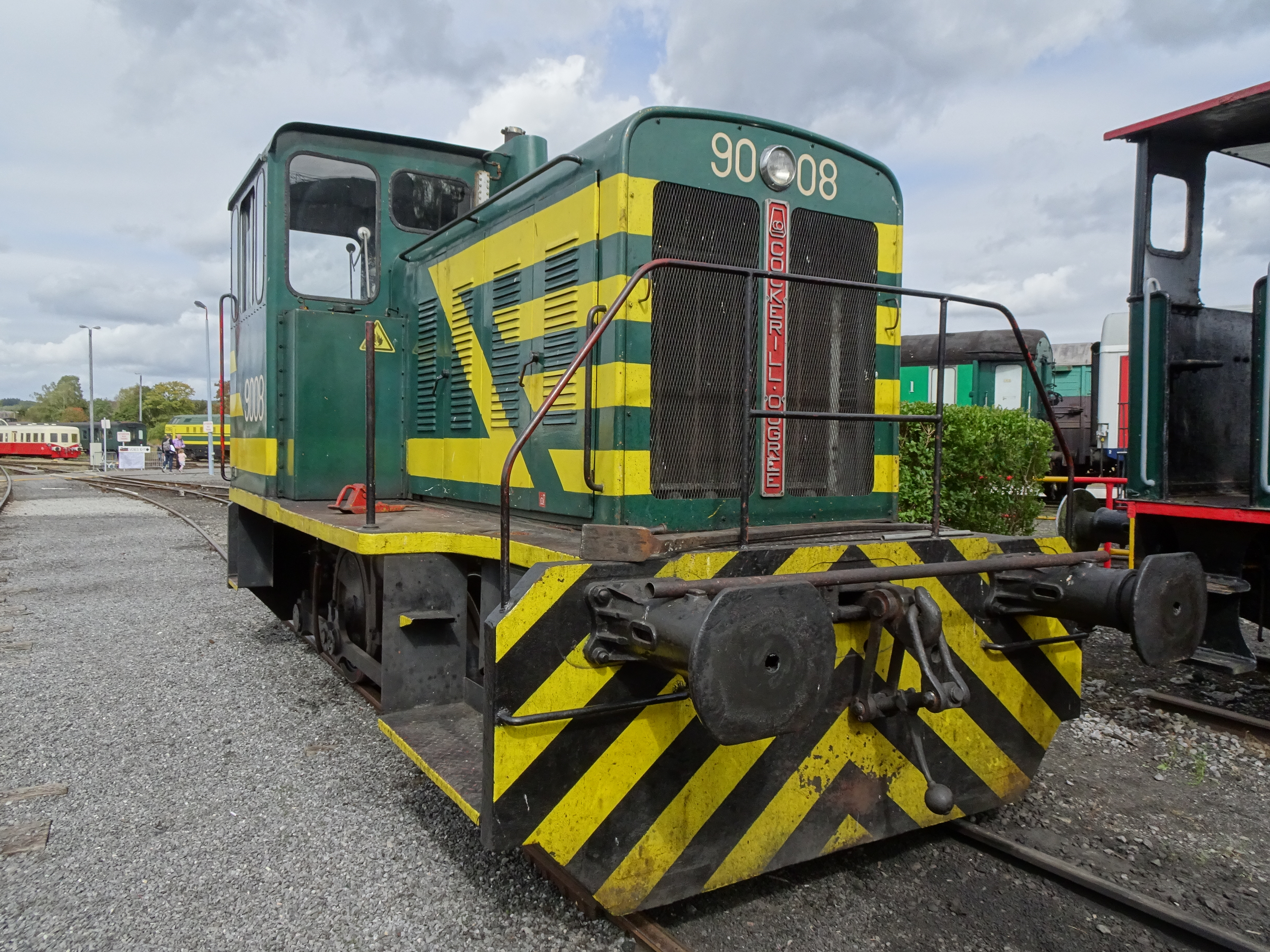
Locotracteur Cockerill du charbonnage de Monceau Fontaine préservé dans une livrée SNCB factice identique à celle des locomotives série 90/91.

À partir des années 1950, Cockerill s'intéressera à la construction de locomotives diesel et réalisa à la fois des locomotives de ligne et de nombreux locotracteurs industriels.

##### Le pont de la rivière Kwaï
Sur le pont de chemin de fer de Kanchanaburi, en Thaïlande (qui a inspiré le pont de la rivière Kwaï), se trouvent des rails estampillés « Made by John Cockerill, 1911 ». Le pont et la voie ferrée ont été construits en 1942-1943. Il en fut de même des premiers rails du Transsibérien posés par des équipes de cheminots belges sur plus de 9 000 km.

#### Première Guerre mondiale
En 1914, Cockerill est démantelée par les Allemands. Elle compte alors 10 600 ouvriers, ingénieurs et employés qui se répartissent comme suit :
- Houillères : 1 825
- Minières : 54
- Hauts-fourneaux : 689
- Aciéries : 1865
- Fabrique de fer : 593
- Fonderies : 634
- Forges et martelage : 231
- Ateliers de construction : 1 714
- Chaudronneries : 649
- Roues et trains montés : 275
- Service électrique : 249
- Chantier naval : 975
- Transports : 420
- Administration, génie, bureaux, services divers : 427

Ce personnel est recruté principalement dans les communes environnantes.

### La troisième industrialisation, 1940-2002
La troisième industrialisation démarre loin de la Wallonie : le nucléaire, l'informatique, les plastiques et les nouveaux matériaux. L'industrie requiert des produits à haute valeur ajoutée.

#### Fusions et restructurations
- 1955 : fusion avec la Société anonyme d'Ougrée-Marihaye, et nouvelle appellation « Cockerill-Ougrée ». En 1960, le nouvel ensemble a une capacité de production de 2 Mt/an d'acier, soit la taille de son concurrent français Lorraine-Escaut, mais loin derrière Krupp qui produit, en 1958, 8 Mt/an[14].
- 1966 : fusion avec les Forges de la Providence, et nouvelle appellation « Cockerill-Providence »[15]. Le nouvel ensemble produit 4 Mt/an, mais reste un acteur secondaire de la sidérurgie européenne, les concentrations de ses concurrents se poursuivant (en 1968, A. Thyssen Hütte prend le contrôle d’Oberhausen. Il devient alors le premier groupe européen avec 11,5 Mt/an, et le sixième sur le plan mondial)[16].
- 1969 : la Belgique est le troisième pays exportateur de produits sidérurgiques après la RFA et le Japon, avec onze millions de tonnes, soit 15,5 % des exportations mondiales.
- 1970 : intégration d’Espérance-Longdoz, et nouvelle appellation « Cockerill ».

En 1962, le groupe luxembourgeois ARBED, le groupe belge des Forges de la Providence, et le français Schneider s'unissent à Cockerill-Ougrée pour constituer le SIDMAR (le Syndicat International d’Études Sidérurgiques MARitimes). L'objectif est de construire une usine côtière en Belgique près de Gand, l'usine de SIDMAR (en), d'une capacité de 3 Mt en première tranche. Elle est mise en service en 1967, juste au moment de la reprise de la demande. Les sociétés belges et luxembourgeoises n’avaient réalisé aucune grande opération depuis la guerre. Il leur fallait impérativement se doter d’une grande usine à produits plats, alimentée en minerai d’Outre Mer. À la différence des sociétés lorraines, elles ne craignent pas de s’associer, alors qu’elles sont aussi importantes (ARBED produit alors 2,5 Mt/an, Cockerill-Ougrée 2,3 Mt/an et La Providence 1,5 Mt/an).

#### Les années Albert Frère
- 1981 : fusion avec Hainaut-Sambre du bassin de Charleroi sous l'impulsion d'Albert Frère homme d'affaires carolorégien (de Charleroi) , et nouvelle appellation « Cockerill-Sambre ». Achat par l'État belge, puis transmission à la Région wallonne.
- 1982 : fin de l'activité de construction navale à Hoboken. L'entreprise évite de justesse le dépôt de bilan. Jean Gandois met en place un plan permettant d'assurer la survivance de Cockerill Sambre.
- 1984 : le 10 mars 1984, Jean Gandois est nommé délégué général du gouvernement auprès de Cockerill Sambre[3].

Vers 1981, une affiche promotionnelle de Roger Potier titre : « Pour 197 944 belges, l'acier Cockerill Sambre a le gout du pain »: « Cette population d'environ 200 000 personnes qui équivaut à celle d'Anvers-Ville tire ses moyens d'existence de l'activité du groupe Cockerill Sambre : Aux 33 953 travailleurs du groupe, s'ajoutent 41 000 emplois indirects et les familles de tous. Plus d'un quart de cette population vit en Flandre. Cockerill Sambre transporte belge, et beaucoup : premier client de la voie d'eau avec 4,5 millions de tonnes par an -premier client du port d'Anvers avec 10 millions de tonnes par an... »

#### Les années Jean Gandois
- 1990 : récupération de l'usine de Eko Stahl situé à Eisenhüttenstadt sur l'Oder, en ex-République démocratique allemande
- En 1991 le chiffre d'affaires est de 173 milliards et le bénéfice net est de 3,6 milliards. Cockerill Sambre reste avec 25 000 travailleurs, la troisième entreprise du pays[3].

#### Usinor
- 1998 : intégration au groupe Usinor par échange d'actions.
- 1999 : Bernard Serin dirige la branche belge.
- 2002 : Bernard Serin rachète et prend les rênes de la filiale Cockerill Mechanichal Industry (CMI), renommée depuis « Cockerill Maintenance & Ingénierie ».

#### Arcelor
- 2002 : intégration au groupe Arcelor. La Région wallonne en reste le premier actionnaire. Le groupe est cependant essentiellement contrôlé par des fonds de pension américains.
- 2003 : annonce de la fermeture progressive de la phase à chaud à Liège pour fin 2009 : 2 700 emplois industriels sont concernés (directs et indirects). Pour la direction en place, cette fermeture se justifie par une recentralisation des processus industriels à chaud vers les zones portuaires, au détriment des unités dites « continentales ». Derrière cette logique s'exprime la volonté de faciliter l'approvisionnement en matières premières de ces processus, le minerai de fer n'étant plus fourni en Europe mais par d'autres continents.
- 2004 : mise en place d'une mission de revitalisation/reconversion de type SODIE. Sodie Belgique ouvre une antenne liégeoise dotée d'un budget de 20 millions d'euros.
- 2005 : fermeture du haut-fourneau no 6 de Seraing. La Région wallonne vend une partie de ses actions pour financer son plan de relance économique.

## ArcelorMittal
- 27 janvier 2006 : la société Mittal Steel Company NV lance une OPA hostile contre le groupe sidérurgique Arcelor avec une offre de 18.6 milliards d'euros.
- 18 mai 2006 : elle améliore son offre sur Arcelor, la faisant passer à 25,8 milliards d'euros.
- 25 juin 2006 : l'OPA hostile se transforme en une offre non-hostile au total à 26.9 milliards d'euros et certaines concessions. Le CA d'Arcelor accepte l'offre à l'unanimité et la création du groupe ArcelorMittal est annoncée.
- 1er septembre 2006 : le groupe ArcelorMittal est inclus dans l'indice CAC 40.

Aujourd'hui, le groupe Arcelor fait partie de ArcelorMittal, premier groupe sidérurgique mondial.
- 27 février 2008 : réouverture du haut-fourneau no 6 de Seraing par le groupe ArcelorMittal, dans un contexte de forte demande d'acier.
- Novembre 2008 : arrêt du haut-fourneau no 6 de Seraing sur fond de crise économique mondiale et de baisse de la demande d'acier.
- Mai 2009 : arrêt « temporaire pour une durée indéterminée » de la quasi-totalité de la phase à chaud (agglomération, hauts-fourneaux, aciérie - coulée continue et laminoir à chaud). La cokerie est le seul outil sidérurgique qui continue à fonctionner (à allure réduite) car il est pratiquement impossible de l'arrêter sans très sérieusement l'endommager.
- Mars 2010 : relance de la phase à chaud : HFB d'Ougrée, Agglo, Aciérie, coulée continue et Laminoir à chaud
- Octobre 2011: ArcelorMittal annonce la fermeture de la quasi-totalité de la phase à chaud de Cockerill. Les deux hauts-fourneaux de Seraing no 6 et de Ougrée (HFB), l’agglomération ainsi que l’aciérie et les coulées continues de Chertal sont condamnés. Plus de 600 emplois directs sont menacés[18].
- Janvier 2013: ArcelorMittal annonce la fermeture des lignes à froid suivantes en plus des lignes à chaud. Une des deux décaperies, un des deux laminoirs à froid, le laminoir à chaud (TLB), le recuit bases/skin-pass de Kessales, une ligne d'électro-zingage (HP4), deux lignes de peintures (LP2 LP3), deux lignes de galvanisation (Galva 4 et Galva 5). Ne devaient plus subsister que 800 emplois au total.
- Janvier 2014: à la suite de longues négociations, la Galva 5, la LP2, le recuit bases/skin pass de Kessales (en alternance avec le recuit continu) et le couplage décaperie/laminoir en alternance et un peu moins de 1000 emplois ont été sauvés. ArcelorMittal Liège est intégré dans ArcelorMittal Gand (Sidmar).
- Décembre 2016: le haut-fourneau de Seraing no 6 est dynamité. Les vidéos du dynamitage du haut-fourneau 6 à Seraing

## Démolition
Symbole de la métallurgie liégeoise, le site de Cockerill-Sambre est en cours de démolition. Le permis pour la démolition a été accordé en 2018 et celle ci est en cours depuis septembre 2022  et devrait se poursuivre jusqu'en 2026.
Plusieurs phases de chantier successives devraient prendre place. :
- Désamiantage
- Curage
- Déconstruction
- Assainissement des sols

Néanmoins, des projets pour la conservation du patrimoine historique visent à conserver le Haut-fourneau B, symbole d'une gloire passée.